# جون سيباستيان (عازف هرمونيكا كلاسيكي)
جون سيباستيان (بالإنجليزية: John Sebastian) (ولد في 25 أبريل 1914 في فيلادلفيا في الولايات المتحدة، وتوفي في 18 أغسطس 1980 في Périgord ‏ في فرنسا) كان موسيقيًا وملحنًا أمريكيًا عُرف بكونه أستاذًا في الهرمونيكا اللونية [الإنجليزية] الكلاسيكية.